# Osiedle Europejskie
Osiedle Europejskie – osiedle mieszkaniowe w Dzielnicy VIII Dębniki miasta Krakowa, niestanowiące jednostki pomocniczej niższego rzędu w ramach dzielnicy. Inwestorem osiedla jest międzynarodowa grupa developerska AFI Europe NV. Budowa osiedla rozpoczęła się w 2002 na dawnych terenach użytkowanych rolniczo. Od tego czasu powstało 11 etapów inwestycji.

## Położenie
Osiedle położone jest w dzielnicy Dębniki, w południowej części Ruczaju, przy ul. M. Bobrzyńskiego oraz bocznych ulicach: Czerwone Maki, Lubostroń i dr J. Piltza.

## Otoczenie osiedla
Po drugiej stronie ul. M. Bobrzyńskiego znajduje się pętla tramwajowa Czerwone Maki, otwarta w 2012. Obok niej rozciąga się podstrefa Kraków-Pychowice specjalnej strefy ekonomicznej zarządzanej przez Krakowski Park Technologiczny, a w której zlokalizowane są biurowce firm: Motorola, Nokia i Ericpol. Dalej na północ znajduje się Kampus UJ.
W pobliżu osiedla, na wschód od niego, planowane jest powstanie parku Park Ruczaj-Lubostroń. Na tym terenie mieści się Krakowski Klub Jazdy Konnej. Na północ od osiedla, za terenami strefy, rozciągają się łąki wchodzące w skład Bielańsko-Tynieckiego Parku Krajobrazowego. Z osiedla widoczne są tereny zielone po drugiej stronie Wisły: Lasek Wolski i Kopiec Kościuszki.
Na południe od osiedla znajduje się cmentarz komunalny Kobierzyn-Maki Czerwone, powiązany z położonym nieco dalej na południe szpitalem psychiatrycznym w Kobierzynie.

## Etapy inwestycji

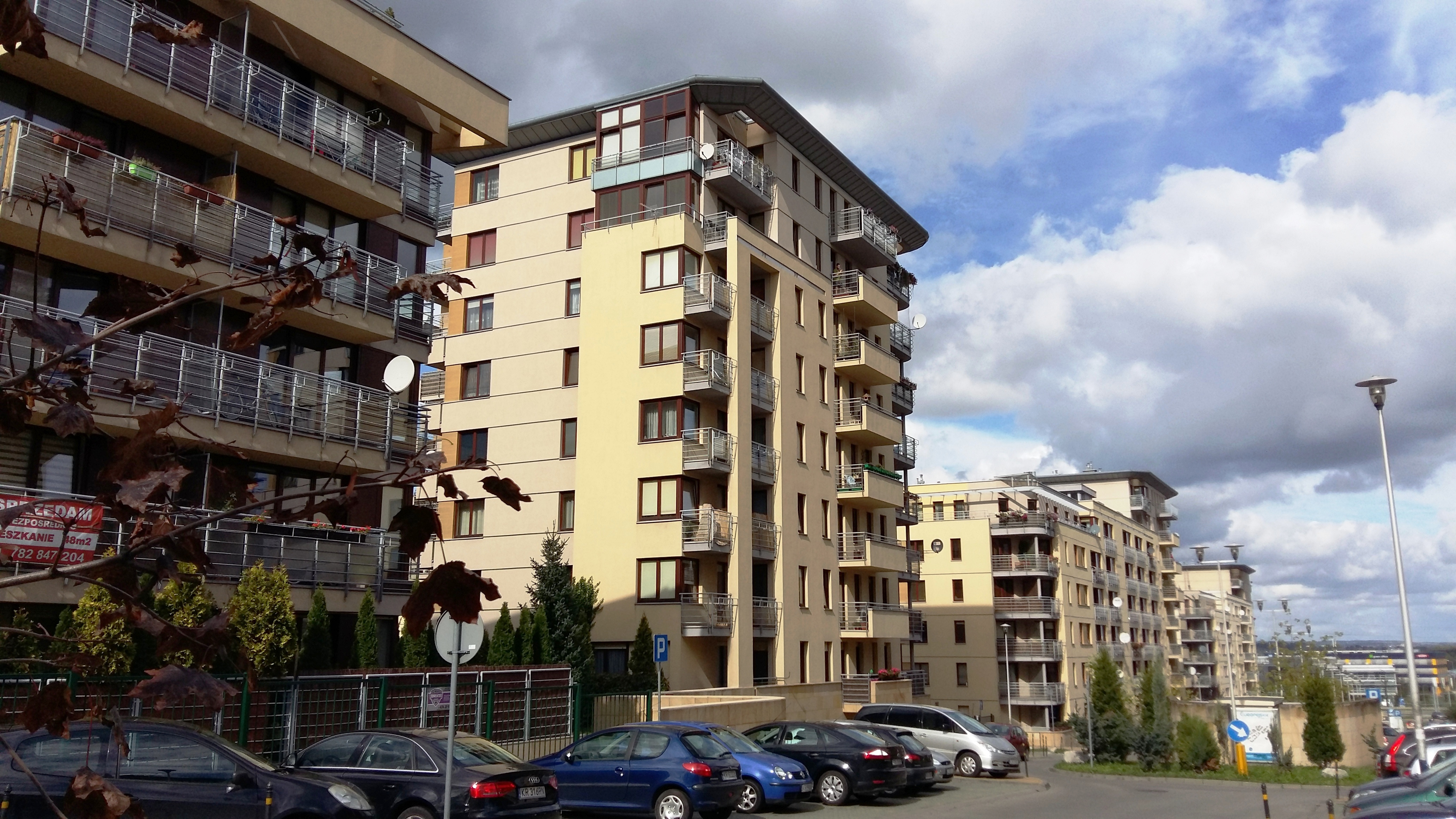
Starsza część osiedla z lat 2000.

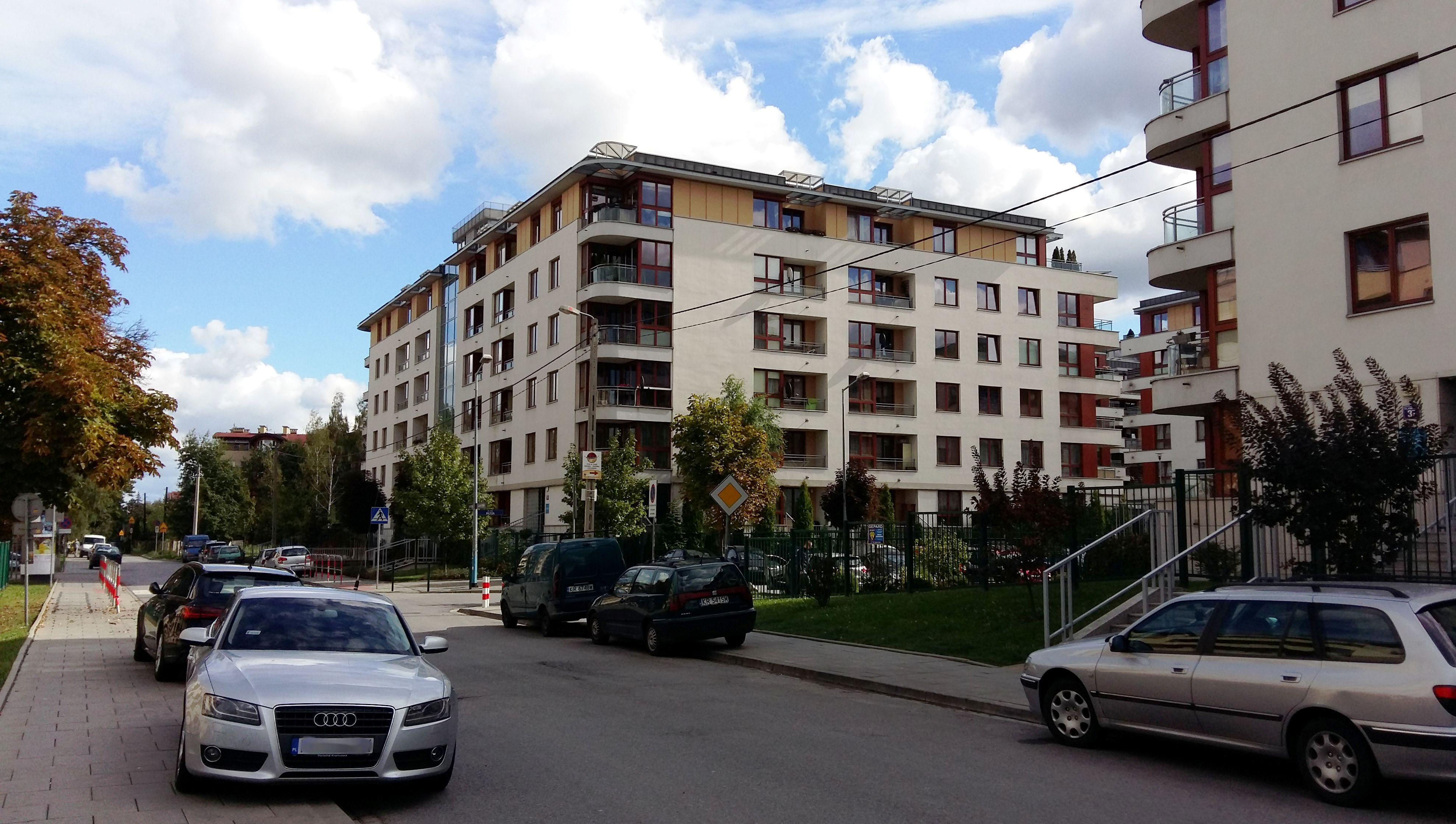
Nowsza część osiedla z lat 2010.

Budowa osiedla została podzielona przez inwestora na etapy. Każdy z nich nosi nazwę jednego ze znanych miast europejskich (głównie stolic). Pierwszy etap – Londyn – powstał w 2002 roku. Kolejne to Paryż, Rzym, Barcelona, Wiedeń, Praga, Ateny, Amsterdam, Lizbona, Bruksela, Kopenhaga i Reykjavik. Najnowszym etapem inwestycji są Helsinki ukończone w 2021 roku.

## Architektura
Osiedle Europejskie ma charakter osiedla zamkniętego. Charakteryzuje się spójną architekturą pięciokondygnacyjnych budynków w stylu neomodernistycznym o dużej gęstości zabudowy. Za projekt odpowiedzialna jest pracownia architektoniczna B2 Studio.
Osiedle, podobnie jak pozostała część Ruczaju, krytykowane jest za niską jakość planowania przestrzennego. Wskazuje się na problemy z miejscami parkingowymi, chodnikami oraz niedobór terenów zielonych
.

## Komunikacja
W bezpośrednim sąsiedztwie osiedla ulokowana jest pętla autobusowo-tramwajowa komunikacji miejskiej "Czerwone Maki P+R", z której odjeżdżają tramwaje na jednej z tras Krakowskiego Szybkiego Tramwaju w kierunku centrum Krakowa, jak i autobusy miejskie i pozamiejskie. W pobliżu pętli znajduje się parking samochodowy w systemie Parkuj i Jedź.